# Eriosema andohii
Eriosema andohii är en ärtväxtart som beskrevs av Milne-redh. Eriosema andohii ingår i släktet Eriosema och familjen ärtväxter. Inga underarter finns listade i Catalogue of Life.